# 구글 아트 앤드 컬처
구글 아트 앤드 컬처(Google Arts & Culture, 과거 명칭: 구글 아트 프로젝트/Google Art Project)는 구글과 파트너 관계인 미술관 소유 작품을 온라인에서 고해상도로 감상할 수 있도록 하는 문화예술 프로젝트이다. 2012년 기준으로 40개국 151개 미술관이 참여하고 있으며 3만점 이상의 작품이 등록되어 있다.